# توم تورنر
توم تورنر (بالإنجليزية: Tom Turner)‏ هو لاعب كرة قاعدة أمريكي، ولد في 8 سبتمبر 1916 في كاستر سيتي في الولايات المتحدة، وتوفي في 14 مايو 1986 في كينويك في الولايات المتحدة.

## وصلات خارجية
- توم تورنر على موقعبيزبول رفرنس.كوم (الدوري الرئيسي) (الإنجليزية)